# By Your Side (álbum)
By Your Side es el quinto álbum de estudio de la banda estadounidense The Black Crowes. Fue lanzado en 1999 por Columbia Records, después del abandono de la banda por parte del guitarrista Marc Ford y el bajista Johnny Colt en 1997. Audley Freed y Sven Pipien fueron contratados para reemplazarlos, aunque Rich Robinson grabó todas las partes de guitarra del álbum. 
By Your Side fue producido por el reconocido Kevin Shirley, popular por haber trabajado con bandas tales como Iron Maiden, Journey, Joe Satriani, Led Zeppelin, entre otras.

## Lista de canciones
1. «Go Faster»  – 4:04
2. «Kickin' My Heart Around»  – 3:40
3. «By Your Side»  – 4:28
4. «HorseHead»  – 4:02
5. «Only a Fool»  – 3:43
6. «Heavy»  – 4:43
7. «Welcome to the Goodtimes»  – 4:00
8. «Go Tell the Congregation»  – 3:36
9. «Diamond Ring»  – 4:09
10. «hen She Said My Name»  – 3:43
11. «Virtue and Vice»  – 4:45

## Personal
- Chris Robinson – voz
- Rich Robinson – guitarra
- Steve Gorman – batería
- Eddie Harsch – teclados
- Sven Pipien – bajo